# Trittico dell'Umanità
Il Trittico della Misericordia anche detto dell'Umanità di Cristo è un dipinto a olio su tela di Correggio, databile al 1525 circa e oggi smembrato e in parte disperso. Se ne conoscono alcuni scomparti e copie di pannelli perduti. In particolare si conoscono:
- Creatore sull'iride fra angeli, 105x98 cm, Città del Vaticano, Pinacoteca vaticana
- San Giovanni Battista, 155x51,5 cm, (copia) Conegliano, collezione privata
- San Bartolomeo, 155x51,5 cm, (copia) San Donato Milanese, collezione privata

## Storia

### Fonti documentarie
Del considerevole corpus di opere del Correggio che un tempo adornavano gli altari della chiesa di Santa Maria della Misericordia in Correggio, certamente, il trittico rappresentò la più ragguardevole. Realizzato intorno al 1523-1524 per l'altare maggiore della chiesa, allo scopo di costituire un'ampia struttura, in grado di inglobare e riqualificare l'antica statua in terracotta della Madonna con Bambino, opera attribuita dal professore Giancarlo Gentilini alla sapiente mano dello scultore fiorentino Desiderio da Settignano si componeva di tre dipinti.
A causa della dispersione di gran parte dell'archivio confraternale di Santa Maria della Misericordia inerente alla prima metà del Cinquecento, ad oggi le notizie circa i primi decenni di permanenza del Trittico all'interno della chiesa sono scarse. Sappiamo che nel 1573 la contessa Claudia Rangone, moglie di Giberto XI da Correggio, donò all'altare della Madonna della Misericordia preziosi ornamenti di cuoio lavorato, mentre nell'inventario dei beni della confraternita redatto nell'ottobre del 1598 si legge che la chiesa era in possesso di molte suppellettili tra le quali “quadri cioè pitture di Nostro Signore della Madonna in tutto compresa una di rilievo n° 5”. Il riferimento alla statua della Madonna della Misericordia è palese, mentre più generico è quello al Trittico; infatti, se si esclude la tela apicale raffigurante il Creatore, non viene fatta specifica menzione dei soggetti degl'altri quadri, in particolare dei due laterali con i santi Bartolomeo apostolo e Giovanni Battista, oltre ad altre suppellettili presenti.
Per fronteggiare le crescenti incombenze economiche generate dalla gestione dell'ospitale della Misericordia, nell'autunno del 1612 i confratelli desiderosi di assecondare le aspirazioni di don Giovanni Siro da Correggio d'Austria (Correggio 1590–Mantova 1645), conte poi principe di Correggio, decisero di vendere le tele componenti il Trittico. La trattativa ebbe inizio il 18 dicembre 1612 con il pittore Jacopo Borbone di Novellara convocato in veste di perito estimatore delle tre tele del Correggio, ma a causa della netta opposizione alla cessione dei dipinti esercitata del vescovo di Reggio, monsignor Claudio Rangone, fu necessario attendere l'intervento della Santa Sede.
Il 20 novembre 1613, in seguito all'intervento del cardinale Scipione Caffarelli Borghese, nipote di papa Paolo V, il vescovo di Reggio con lettera indirizzata al priore Ettore Donati forniva il proprio assenso alla vendita, formalizzata dal notaio Paolo Camillini il 23 novembre successivo presso il palazzo comitale in Castelvecchio alla presenza di don Siro d'Austria, di Ercole Donati e Angelo Bernardo, subentrato a Camilli nella carica di sindaco della confraternita. Al rogito fu allegata la perizia stilata da Borbone l'anno precedente. Al posto degli originali furono definitivamente poste le copie di inferiore qualità, realizzate mesi prima probabilmente dallo stesso Jacopo Borbone, ristabilendo solo in parte l'armonico rapporto studiato dal Correggio fra i quadri e la statua della Madonna. 
Le alterne vicende che portarono in pochi decenni al repentino declino della signoria dei da Correggio e alla consecutiva perdita dello stato (elevato al rango di Principato nel 1616) spinsero don Siro a ricoverare parte delle proprie collezioni presso i Gonzaga di Novellara. Stando alla Cronaca Zuccardi le opere del Correggio conservate nella quadreria del principe erano cinque: le tre tele costituenti il Trittico, un'Erodiade, un quadro raffigurante San Cristoforo e un bozzetto della Notte).
I documenti analizzati smentiscono le fantasiose ricostruzioni avanzate dello storiografo modenese Girolamo Tiraboschi nelle sue Notizie de' Pittori, Scultori, ecc…, che vedevano il Trittico perito durante il sacco di Mantova operato delle truppe imperiali il 18 luglio 1630. È certo, infatti, che sino alla primavera del 1634 i preziosi dipinti dell'Allegri rimasero nel Casino delle Delizie di Mandriolo, nei pressi di Correggio, per essere poi affidati al nobile Francesco Brunorio, cugino del principe Siro, e da questi per mezzo del capitano Vincenzo Calcagni, sulla base di precedenti accordi verbali, inviati il 7 maggio 1635 al conte Camillo II Gonzaga, signore di Novellara, affinché li custodisse all'interno del torrione della rocca, dove rimasero per quasi un decennio. Il 15 maggio del 1638 da Mantova il conte Francesco Bulgarini, segretario del duca Carlo I di Gonzaga-Nevers, scriveva ad Alessandro II Gonzaga, conte di Novellara, chiedendogli di mostrare al pittore fiammingo Nicolas Régnier “certi quadri del Signor Principe di Correggio, che si suppongono di qualche vaglia”, affinché “li possa subito vederli, per ritornare immediatamente ad attendere à servire i Signori Padroni”. Nicolas Rénier, oltre ad esser un celebre pittore, esponente di spicco della cultura tardo-manierista veneta derivata dal Tintoretto e da Palma il Giovane, fu uno dei principali mercanti e collezionisti d'arte della sua epoca.
L'intensa attività diplomatica organizzata da don Siro d'Austria per riottenere i beni allodiali ed il diritto di successione al principato di Correggio per il figlio Maurizio, coinvolse direttamente i conti Gonzaga di Novellara, suoi cugini, i quali svolsero un importante e costante appoggio politico per il principe di Correggio, esule dal proprio stato ormai da diversi anni. Compromessi i rapporti con la Spagna il nuovo corso politico di Siro fu rivolto alla Francia, ed in particolare all'ambasciatore presso la corte ducale di Mantova, Francesco Bonsi conte di Vagliano, amico dei Gonzaga di Novellara. 
Il 17 maggio 1644 da Mantova, don Siro d'Austria inviava due distinte lettere, ai conti Alessandro II e Camillo II Gonzaga comunicando che avrebbe inviato Pietro Canossa, suo amministratore, a ritirare le “mie pitture del Correggio custodite con tanta benignità dal Signor conte Camillo”, affinché fossero portate a Mantova. Nella lettera a Camillo II, don Siro aggiungeva la raccomandazione di “farmi insieme grazia di proteggere con la sua solita benignità questo fatto”, segno dell'importanza della partita in corso. Tre giorni più tardi, il 20 maggio 1644 da Mantova il conte Francesco Bonsi, ambasciatore del re di Francia presso la corte di Carlo I, informava Alessandro Gonzaga che un frate dell'ordine di San Francesco da Paola (forse il vicario del convento dei Minimi di Mantova) da lui incaricato sarebbe andato “a ritirare alcuni quadri del Signor Principe di Correggio che egli stesso à per le mani di vendere e che io stesso comprerò, se ci accorderemo”. La spedizione delle opere al Bonsi trova conferma in una lettera del 24 maggio 1644 dove l'ambasciatore ringraziava il conte Alessandro II Gonzaga per aver agevolato nella sua missione il frate. Non è dato a sapere il numero delle tele vendute da don Siro d'Austria al conte Francesco Bonsi ma certamente passarono in proprietà dell'ambasciatore di Francia il Creatore sull'iride e l’Erodiade. Come si è detto, durante il suo primo soggiorno mantovano, nel marzo del 1638, Nicolas Régnier ebbe modo di vedere a Novellara i quadri del Correggio all'epoca di proprietà del principe Siro. Da buon mercante d'arte quale egli era, si manteneva costantemente informato su tutte le opere d'arte potenzialmente commerciabili; il pittore fiammingo, dal giugno del 1626, risiedeva stabilmente a Venezia dove era a capo di un rinomato atelier, al cui interno si formarono i suoi quattro figli e dove trascorse migliori anni della sua brillante carriera di pittore, esperto d'arte e mercante di quadri. Il suo campo d'azione si estendeva ben oltre i confini della Repubblica Veneta, agendo come sensale (agente) di molte corti italiane ed europee, tra le quali quella di Carlo II Gonzaga Nevers e quella di Francia. Il famoso episodio della Cena in casa di Simone di Paolo Veronese, già nella chiesa dei Servi di Venezia, ed oggi esposto nel Musée National du Château de Versailles, illustra in maniera significativa il ruolo chiave di Régnier come intermediario. Fu probabilmente a margine di questa importante trattativa, nella quale ampio ruolo ebbe l'abate Pietro Bonsi, figlio del conte Francesco e della veneziana Cristina Riario, divenuto nel 1661 ambasciatore di Francia presso la Serenissima Repubblica, che Régnier ebbe modo di tesserne un'altra per l'acquisto delle tele del Correggio transitate in possesso della famiglia fiorentina quindici anni prima.
Come spesso accade per le compravendite private, scarsa o inesistente è la documentazione in merito al passaggio di preziose opere d'arte, ma ciò non vieta di avanzare ipotesi ricostruttive su base documentaria indiretta. Nel 1663 Giustiniano Martignoni dava alle stampe la sua riedizione della Venezia città nobilissima e singolare di Francesco Sansovino, dando ampio spazio alla celebre collezione di quadri di Nicolas Régnier, grande et eccellente pittore del Rè Cristianissimo, che può vantare “una grande raccolta de quadri dei più stimati pittori del secolo passato e del presente quali meriteranno di essere descritti per la loro rarità d'uno a d'uno…” La descrizione si apre con le ultime acquisizioni della collezione: “…è prima di mano del Correggio hà un Salvatore, posto a sedere sull'Iride, ed una Erodiade che tiene in bacile la testa di san Giovanni Battista”. Si tratta della prima testimonianza a stampa della tela centrale del Trittico della Misericordia e della dispersa Erodiade, già nelle collezioni dell'ultimo signore di Correggio. Purtroppo nulla ad oggi conosciamo della sorte occorsa ai due laterali del Trittico che con molta evidenza o non passarono in collezione Régnier, oppure furono da questi immediatamente rivenduti.

### IlCreatoredei Musei Vaticani

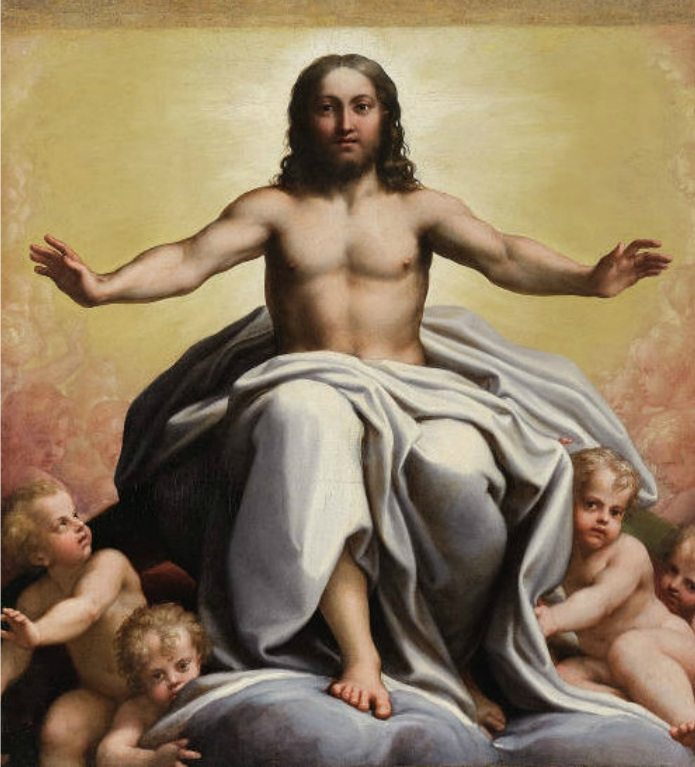
Cristo in Gloria dei Musei Vaticani

Una delle problematiche interpretative a lungo dibattuta del Trittico della Misericordia del Correggio, è stata l'identificazione del soggetto della tela centrale. Nel corso dei secoli numerosi furono le identificazioni proposte: il Signore Dio Padre, Cristo, l’Ascensione del Signore, il Salvatore sull'iride, il Redentore, l’Umanità di Cristo, il Creatore sull'iride, Cristo-Dio, Cristo in gloria. È evidente la diversità delle descrizioni e delle titolazioni dell'opera centrale, dovuta alle differenti interpretazioni iconografiche degli estensori dei vari documenti, segnando un destino che ha accompagnato l'opera fino ai giorni nostri, e fonte di grossolani equivoci attributivi ripresi anche dalla critica contemporanea. Anche Martignoni citando la tela conservata in collezione Régnier dovette affrontare il nodo dell'identificazione del soggetto, identificandolo come il Salvatore, compito reso ancora più difficile dalla perdita dell'unitarietà del Trittico.  La fama raggiunta dalla collezione Régnier ed il desiderio del pittore-collezionista di stabilire definitivamente la sua famiglia a Venezia, furono le cause della sua dispersione. Dapprima il pittore tentò la carta del mercato signorile, proponendo l'intera raccolta a diverse corti europee, per poi risolversi a chiedere alla Serenissima Repubblica di autorizzare una lotteria pubblica delle opere. La città, infatti, generalmente proibita tale pratica. Delle sei lotterie ufficialmente autorizzate ed effettivamente realizzate nel corso del XVII secolo a Venezia, quella del Régnier che si tenne in 4 dicembre 1666, fu l'unica a riguardare soltanto dipinti.
Al fine di evitare le frodi e per garantire l'autenticità dei quadri, tutte le opere furono singolarmente stimate, siglate e rinchiuse in un luogo sicuro. Infatti se si osserva la tela del Creatore sull'iride oggi esposta nella Pinacoteca Vaticana, è ancora visibile sull'angolo sinistro della tela, quanto rimane del sigillo in cera lacca apposto dai Provveditori di Comun per certificare l'opera. Data l'importanza della lotteria, fu redatto un apposito opuscolo a stampa contiene oltre alle regole anche la descrizione dei singoli quadri. Al numero 33 si legge: "Un Quadro di man del Correggio con sopra un Salvator Nudo posto a sedere sopra l'iride con un bellissimo panno bianco, con attorno una gloria d'Angeli, alto quarte 6 e mezza, largo 6 e meza in circa con Cornice d'Ebano"; al numero 34 è descritta l'Erodiade: "Un Quadro compagno del sudetto di mano del Correggio, ove è dipinta una Erodiade, quale tiene un bacile con dentro la testa di S. Gio: Battista, con appresso un manigoldo con Cornice d'Ebano, alto quarte 5 e mezza in circa, fatto in tavola largo 5 e meza".
Con 6.062 biglietti emessi, a 15 lire e 10 soldi il biglietto, la lotteria di quadri di Régnier fruttò la considerevole somma di 12.646 ducati che andò interamente a beneficio dei figli del pittore, morto meno di un anno dopo il 20 novembre 1667 nella sua amata Venezia.
Benché non si conosca un elenco contenente i nomi degli aggiudicatari dei dipinti, ciò non toglie che molte opere siano identificabili, in anni successivi, all'interno di altre importanti collezioni veneziane. In particolare il Creatore sull'iride del Correggio transitò nelle mani del cavalier Antonio Barbaro, grande condottiero e governatore di Corfù. Amico del Régnier dal quale si fece fare due ritratti, Barbaro era uomo di grandi interessi culturali e di gusti raffinati sostenuti da ampie possibilità economiche.
Ormai prossimo alla morte e privo di discendenti, nell'ottobre del 1677, Antonio Barbaro decise di nominare suo erede universale il giovane Carlo Gritti, figlio del nobil huomo Tridan Gritti, consegnandogli assieme all'intero patrimonio la primogenitura cioè la discendenza della stirpe non essendosi il Barbaro mai sposato. Il Creatore sull'iride tra angeli, giunse così in possesso della famiglia Gritti di Santa Maria Zobenigo, congiuntamente agli altri beni già appartenuti al Barbaro. La tela per oltre un secolo rimase nell'abitazione di famiglia in Santa Maria Zobenigo a Venezia, per poi esser alienata nella seconda metà del XVIII secolo, per ripianare alcuni debiti contratti dai Gritti. Nel terzo quarto del Settecento la tela allegriana fu acquistata, assieme ad altri due quadri, dall'antiquario veneziano Giovan Maria Sasso (Venezia 1742-1808). Secondo quanto riferito da Giovanni Antonio Armano (Venezia 1751–post 1823) a Luigi Pungileoni, il Sasso pagò la tela “quattordici miserabili zecchini”, facendo leva sullo scarso interesse dato dai Gritti al dipinto e sullo stato precario di conservazione. Poco tempo dopo l'acquisizione da parte del Sasso, la tela passò al dottor Giovan Pietro Pellegrini di Venezia, cultore di pitture antiche. Da questi nel 1782 la comperò Giovanni Antonio Armano che la tenne fino all'agosto del 1811.
Il 27 dicembre 1782 Armano aveva richiesto per il Creatore sull'iride una perizia all'Accademia di Belle Arti di Parma, che però rifiutò di vedervi la mano del Correggio. Non convinto dell'oggettività del parere espresso, Armano decise di restaurare il quadro asportando il pesante strato di vernice scura che ne opprimeva i colori. Così ripulito portò la tela a Roma dove altri esperti ed artisti, tra i quali Angelica Kauffmann, lo riconobbero come opera dell'Allegri. Anche il professore di incisione Francesco Rosaspina di Bologna fu tra gli assertori dell'autografia correggesca; il giudizio di Rosaspina in materia fu senza dubbio molto autorevole in quanto all'occhio dell'artista egli univa una conoscenza diretta dei dipinti del Correggio, di cui aveva intrapreso la traduzione grafica sin dal 1792, con il progetto di riprodurre tutte le opere parmensi del pittore.
La determinazione dell'Armano a studiare la tela lo portò nel 1786 a far tappa a Correggio in Santa Maria della Misericordia, per confrontare il quadro con la copia seicentesca allestita nell'ancona dell'altare maggiore, al posto dell'originale del Correggio. Non gli fu però possibile effettuare il confronto, poiché sia le copie sia l'ancona erano state alienate mediante pubblica asta nel novembre 1782, all'indomani della soppressione della confraternita di San Maria della Misericordia. Nel 1789 Giovanni Antonio Armano riuscì ad acquistare dai conti Fabrizi anche la tela dei Quattro santi del Correggio, già ospitata nell'altare Fassi in Santa Maria della Misericordia di Correggio. Si riunivano così dopo due secoli due capolavori dell'Allegri da lui dipinti per la chiesa del suo quartiere natale.
Tra l'agosto e il settembre 1811, il Creatore sull'iride e i Quattro santi furono acquistati a condizioni di favore dal conte Ferdinando Marescalchi (Bologna 1754-1816) di Bologna, ministro di Napoleone e proprietario di una delle più grandi raccolte di opere d'arte d'Europa. Il 24 agosto 1811 il conte Marescalchi ordinava da Parigi, al suo agente di casa Giuseppe Ungarelli, di concludere l'acquisto dei due quadri. La passione di Ferdinando Marescalchi per l'arte ed in particolare per le opere del Correggio fu alla base del suo costante desiderio di ricercare documentazione che attestasse l'autenticità delle due tele, tessendo contatti e lunghi epistolari con i maggiori studiosi dell'epoca ed in particolare con il padre Luigi Pungileoni, autore delle celebri Memorie Istoriche sul Correggio. Il 22 giugno 1816, il Marescalchi moriva in Bologna; all'epoca la tela del Redentore era esposta nel suo palazzo di Bologna dove nel 1818 fu ammirata dal poeta inglese Percy Bysshe Shelley che ne rimase particolarmente colpito, tanto da ricordarlo in una sua lettera. Il progressivo dissesto finanziario della famiglia spinse il figlio Carlo Marescalchi (Bologna 1782-1868), a cercare di alienare la quadreria paterna. Nel 1824 l'intera collezione fu proposta al collezionista russo Nikolai Guriev, ma le trattative non andarono in porto; successivamente al trasferimento da Bologna a Firenze, Carlo Marescalchi tentò di vendere il Creatore sull'iride al granduca di Toscana, poi alla ditta veneziana Antonio Zen e co. (mercanti d'arte), ma anche queste trattative non ebbero seguito, al pari di quella aperta col principe di Metternich per l'ingresso del Redentore nella galleria imperiale di Vienna.
L'intensa attività del Marescalchi attirò l'attenzione del cardinale camerlengo Pietro Francesco Galleffi, ministro delle finanze dello Stato Pontificio. Venuto a conoscenza dell'intenzione della famiglia di alienare la celebre galleria fuori dai confini dello stato pontificio, il cardinale Galleffi diede mandato alla Commissione Generale Consultiva di Belle Arti di redigere un parere sulle opere in essa contenute; il 28 maggio 1825 la commissione giungeva al parere che ad eccezione delle due tele del Correggio era possibile autorizzare la vendita delle altre opere fuori dai confini di stato. Il 19 luglio il camerlengo scriveva al cardinale legato di Bologna, Giuseppe Albani pregandolo di fare peritare da tre esperti l'intera collezione Marescalchi. La risposta del legato di Bologna tardò però a giungere a Roma,  tanto che il 21 marzo 1826 il cardinale Galleffi si decise ad inviare un pressante sollecito all'eminentissimo confratello felsineo. L'attesa risposta giunse da Bologna solo il 10 aprile 1826, con allegato il parere del pittore bolognese Filippo Pedrini, incaricato dal cardinale Albani di periziare la galleria. Dalla relazione emerse che il conte Carlo Marescalchi aveva segretamente fatto trasferire nella sua residenza parigina le due tele del Correggio, con l'intento di trattare in quella piazza, molto più cosmopolita e ricca di quella bolognese, le due principali opere della sua raccolta, agevolato dai tentennamenti e dai ritardi del cardinale Legato di porre sotto controllo la galleria. La reazione del cardinale Galleffi fu durissima: applicando le leggi di tutela del patrimonio degli stati pontifici il camerlengo ordinò al cardinale Albani di porre sotto sequestro l'intera galleria e di intimare al Marescalchi di fare rientrare i due quadri da Parigi.
Da subito la vicenda assunse i caratteri dell'affare di Stato con la produzione di un fitto carteggio fra il camerlengato di Santa Romana Chiesa e la Nunziatura Apostolica di Parigi, amministrata dal cardinale Vincenzo Macchi. Le forti resistenze del Marescalchi ed in particolare della moglie, residente a Parigi e gelosa custode delle due tele, furono vinte da un accordo che prevedeva l'invio a Roma del Creatore sull'iride e la consecutiva autorizzazione da parte della nunziatura di Parigi alla vendita dei Quattro santi. Il 10 febbraio 1827 giunse a Roma da Parigi la tela del Creatore; trasferita presso la sede del camerlengato a Montecitorio, su mandato del Galleffi fu eseguita una perizia che ne certificasse l'autenticità. Furono quindi incaricata la classe pittorica dell'Accademia di San Luca che raccolse nei mesi successivi numerosi pareri stilati dai principali artisti residenti a Roma. Il 20 luglio 1827 l'Accademia giungeva ad esprimere parere unanime e convinto sull'autografia correggesca del dipinto, assegnandolo alla seconda maturità artistica del pittore, anche in rapporto alla Danae, da poco tempo entrata nelle collezioni del principe Borghese e presa come paragone.
Favorevoli all'autografia del Correggio si pronunciarono a seguito di perizia:
- Bertel Thorvaldsen, presidente dell'Accademia di San Luca di Roma
- Andrea Pozzi
- Tommaso Minardi
- Domingos António de Sequeira (Belém, 10 marzo 1768–Roma, 8 marzo 1837)
- Jean-Baptiste Joseph Wicar (Lille, 22 gennaio 1762–Roma, 27 febbraio 1834)
- Luigi Durantini (1791–1857)
- Carlo Maria Viganoni (1786–1839)
- Giovanni Silvagni (1790–1853)
- Filippo Agricola
- Agostino Tofanelli (Lucca, 1771–1834)

Dubbiosi sull'unica paternità della tela: 
- Vincenzo Camuccini

Contrari all'autografia del Correggio
- Pierre-Narcisse Guérin, direttore dell'Accademia Francese di Roma.
- Camillo Pellegrini

Nonostante gli accorati appelli del conte Carlo Marescalchi al cardinale camerlengo Galleffi, affinché si giungesse in tempi rapidi ad un accordo per la cessione allo Stato Pontificio della tela, l'affaire si protrasse fino al febbraio del 1829 quando, grazie alla mediazione del marchese Giovanni Battista Morando, agente del conte Marescalchi, fu conclusa la vendita. Il prezzo pattuito fu di 8.000 scudi di Roma, versati al Marescalchi in tre trance (1829, 1830 e 1831). Il dipinto fu quindi ripulito dal restauratore Vincenzo Camuccini e collocato nel febbraio del 1832, dal cavalier Antonio d'Este, direttore della Pinacoteca Vaticana, nella galleria dove ancora oggi si trova.

## Descrizione e stile

### Il Creatore sull'iride fra angeli
La scheda della Pinacoteca Vaticana lo titola "Il Redentore, maniera del Correggio", dandone le seguenti schematiche informazioni: "già proprietà della famiglia Gritti; acquistato nel 1782 circa dall'antiquario veneto Giuseppe Armano; nella collezione Marescalchi di Bologna nel 1815; portato clandestinamente a Parigi, venne acquistato dal governo pontificio nel 1832".  Nella targa per il pubblico (2008) la Pinacoteca Vaticana precisa, "prima metà del secolo XVI" e che nel 1816 "nella Galleria Marescalchi" il dipinto viene riconosciuto "come originale" e inciso dal correggese Giuseppe Asioli (1783-1849) che intitola la propria stampa "HOMO FACTUS EST".

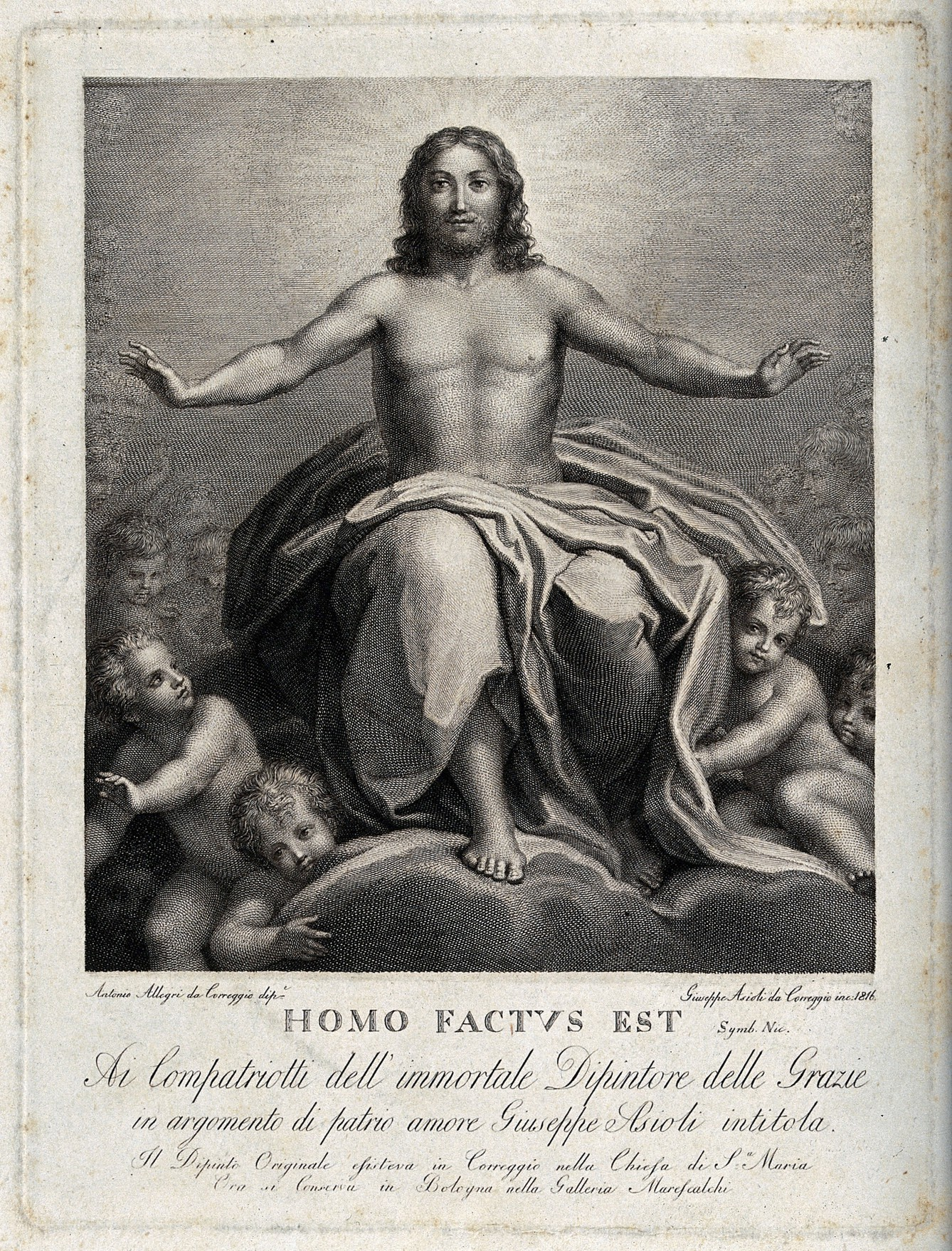
Giuseppe Asioli, Homo factus est (stampa, 1816)

Il soggetto fu chiamato il Signor Dio Padre dal pittore novellarese Jacopo Borbone, che peritò le tre tavole del Correggio il 18 dicembre 1612. D'altra parte, in una sua lettera del 6 marzo 1613, il vescovo di Reggio Emilia, Claudio Rangone, replicò di avere visto personalmente "un Christo" insieme con i due santi. Tali diverse interpretazioni hanno dato luogo a una sorta di querelle, ben riportata dalla Clerici Bagozzi, che ha un'eco sino ai nostri giorni, e che trova una risoluzione sul piano iconologico dallo studio di Rodolfo Papa. Nell'ancona della Misericordia la compresenza del Gesù Bambino sulle ginocchia di Maria (segno effettivo dell'Incarnazione) con il Cristo adulto in alto, nella gloria celeste, ha aperto infatti i significati teologici con la lettura tradizionale delle figure correggesche come il "Trittico dell'Umanità di Cristo", laddove il corpo di Gesù si lega ad evidenza con la corporeità-umanità di Maria e dei santi martiri Giovanni e Bartolomeo. L'assenza dei segni delle ferite della crocifissione non osta al fatto che il corpo umano in cielo sia quello di Gesù-Dio; il Correggio infatti non pose i segni della Passione neppure sullo stupendo corpo del Cristo appena risorto nel Noli me tangere del Prado (così vicino cronologicamente), puntando - in suo modo assolutamente precipuo - sulla immacolata innocenza del Salvatore.
La promozione critica che la tela ha ottenuto recentemente all'interno della Pinacoteca Vaticana ha fatto transitare l'opera da "copia" a "maniera del", rispetto al grande nome del Correggio. Questa rivalutazione, benché non ancora approfondita, è di giusto indirizzo e si ricollega alle ammirate riflessioni che già alcuni studiosi hanno espresso (nel XIX secolo Marescalchi, Rosaspina, Asioli, Pungileoni; alla fine del XX secolo Lucco e Clerici Bagozzi). Si deve ricordare come il Trittico abbia avuto nei secoli ben scarsa attenzione in quanto troppo presto disperso e pressoché sconosciuto per la rarità delle copie. Rimane meritorio lo studio di Nora Clerici Bagozzi che aprì a suo tempo (1989) i diversi problemi. Peraltro il dipinto vaticano fu sempre considerato una copia, benché a volte "carraccesca" a causa dell'evidente e alta qualità pittorica.
Sul piano tecnico è certo che la tela sia stata lavorata direttamente, senza alcun trasporto, come risulta dagli esami del Gabinetto scientifico dei Musei Vaticani e come è comprovato dall'antichità e dalla finezza del tessuto.
Che la composizione del Cristo in gloria sia del Correggio è cosa indiscussa. La postura di Gesù, seduto con le braccia aperte, ricorda opere raffaellesche e soprattutto la piccola pala di Giulio Romano, detta "La Deesis e i santi Paolo e Caterina " (1520 circa) collocata nel monastero di San Paolo a Parma, ma l'Allegri volle intenzionalmente che le braccia e le mani dessero il segno della accoglienza e della misericordia. Il volto di Cristo è veramente vicino alla Veronica ora al Paul Getty Museum e tale accostamento fa balzare all'evidenza il modo con il quale il Correggio dava modulazione ai contorni vivi delle figure autografe - per la forza della sua immediatezza creativa - con passaggi sciolti di pennello, producenti risalti cromatici o luminosi, a volte ripetuti.  Questi passaggi si colgono in vibranza commovente lungo i contorni delle braccia e del costato del Cristo in gloria, così come intorno alla coeva testa di Gesù del Getty. Mai un copista avrebbe eseguito con siffatta geniale libertà.
Sulla base di tali considerazioni è stata recentemente avanzata l'ipotesi che la tela vaticana sia l'originale del Correggio. I putti celestiali - i più belli del Correggio, quant'altri mai vispi ed umani - riprendono i propri fratelli della cupola di San Giovanni a Parma, con il tipico contrapposto allegriano braccio-spalla-viso, con le pupille angolate, i tortili riccioli biondi, e forniscono ai prossimi futuri fratelli del Duomo una serie vivissima di pose, in parte e in controparte. In fondo questa gloria, vista dal di sotto, è una piccola prova generale dell'Assunzione, alla quale trasmette nello sfondo quei volti di cherubi lievi, sfibrati di luce e ridenti, che già radiosi affollano l'empireo della cupola di San Giovanni. La mano del Correggio pure si coglie nei profili incorporei delle efebiche teste che stanno ai lati del Redentore.
Rimangono da approfondire le verifiche già favorevolmente aperte dai restauri del 1979, e le precisazioni sui ritocchi pittorici.

### I laterali
I due santi dipinti ai lati sono un san Giovanni Battista (sinistra) e un san Bartolomeo (destra). Del San Giovanni si conoscono gli esemplari di Windsor Castle (da rivedere scientificamente), la copia modesta del Museo civico di Modena e quella ammirevole della collezione Brunelli di Conegliano Veneto; inoltre nella letteratura vi sono segnali, non oggi verificabili, di poche altre repliche. Del San Bartolomeo si conosce l'esemplare della collezione Brunelli di San Donato Milanese e si hanno notizie vaghe di una o due altre repliche.
Queste ultime due tavole in collezione privata furono acquistati dall'antiquaria veneziana Elisabetta Spanio, nel 1960 e da un'affermazione di quest'ultima furono peritati dal prof. Fiocco come originali del Correggio. Furono successivamente oggetto di attenzione da parte di Giovanni Copertini (lettera del 3 febbraio 1968) che li giudicò "copie eseguite dal pittore Borroni nel secolo XVII". Da parte sua Roberto Longhi (lettera autografa del 9 gennaio 1968) li ritenne egualmente copie "posteriori di decenni alla morte del maestro", rilevando inoltre il San Bartolomeo come "non identificabile".
Sarebbe stato visivamente contraddittorio che i santi fossero stati immessi in un paesaggio pieno, giacché colloquiano con Maria e Gesù che sono in forma statuaria, e in questo modo l'artista ha contemperato la difficoltà.

#### San Giovanni
La figura del San Giovanni rispecchia senza dubbio la composizione del Correggio e rivela l'attenzione definitoria di un accurato copista. I lineamenti del viso e del corpo sono un poco più stilizzati rispetto all'esemplare, di eguali dimensioni, ora conservato nella Royal Collection a Windsor Castle. In quest'ultimo, pubblicato soltanto in bianco-e-nero dall'Ekserdjian, il San Giovanni di Conegliano appare infatti più sciolto e sorridente. Anche nella tela di Conegliano il sorriso era più morbido prima che il restauro interpretasse la lettura in modo "distinto" e attenuasse persino l'evidenza della ciotola battesimale nella mano destra del santo.
Dal punto di vista iconografico il San Giovanni è giovane, vestito di pelli, guarda con intensità verso lo spettatore e pare avanzare verso destra portando la piccola scodella: il gesto contiene anche una indicazione verso il Gesù Bambino che sta ritto sulle ginocchia della Madonna. L'indice proteso è infatti una caratteristica invitatoria di questo santo, cugino e precursore di Gesù, che il Correggio usò sin dal Matrimonio mistico di Detroit, e dalla pala della Madonna di San Francesco. È invece singolare il gesto dell'indice della mano sinistra, che si appunta con evidenza sull'allacciatura delle pelli che coprono il suo corpo. L'oculo si apre verso il paesaggio e verso la luce, col senso che abbiamo sopra indicato.

#### San Bartolomeo
La devozione dei Confratelli della Misericordia verso San Bartolomeo è stata perfettamente giustificata in senso storico dal saggio di Gianluca Nicolini sulla Confraternita di Santa Maria. Non soltanto il santo ebbe questo rilievo in quanto titolare del più antico ospedale di soccorso della contea di Correggio, ma quale discepolo riconosciuto da Gesù come "uomo senza inganno" (Giov. I, 45), e come apostolo martirizzato, secondo la tradizione, attraverso lo spellamento e la crocifissione in Armenia. Egli infatti si presenta a Gesù e Maria portando sull'avanbraccio sinistro la propria pelle.
La tela di San Donato Milanese appare in molte parti di alta fattura, ma reca in sé un'incongruenza che il Correggio certamente non redasse nell'originale e che la Clerici Bagozzi ben notò. Avviene qui infatti una sorta di sovrimpressione tra la figura di San Bartolomeo che porta la pelle e quella di probabile di san Girolamo che regge il libro fra le braccia (la traduzione della Bibbia in Vulgata) e che tiene vicino ai piedi il teschio della meditazione, accompagnato da quel cappello cardinalizio che derivava da una credenza diffusa ma non sostenibile. La interpolazione è così palese da far pensare alla Clerici Bagozzi ad un intervento modificativo richiesto da uno dei due cardinali correggesi di nome Girolamo (o il da Correggio, o il Bernieri).
La figura del santo comunque si avvicina notevolmente - nella tipologia e nella qualità pittorica - a quelle degli Apostoli della base della cupola con l'Assunzione del Duomo di Parma, e a quella, in controparte, del san Girolamo de Il Giorno.
Anche qui la finestrella rotonda, benché ridotta di nitore, echeggia davvero gli oculi voluti dal Correggio sul parapetto di base dell'Assunzione parmense.